# Mike Curtis
Pour les articles homonymes, voir Curtis.
(en) Statistiques sur pro-football-reference
James Michael Curtis, né le 27 mars 1943 à Washington et mort le 20 avril 2020 à St. Petersburg, est un joueur américain de football américain.

## Biographie

### Enfance
Mike Curtis étudie à la Richard Montgomery High School de Rockville dans le Maryland. Il entre à l'université Duke en 1961.

### Carrière

#### Université
De 1962 à 1964, Mike Curtis évolue avec l'équipe de football américain des Blue Devils mais également avec celle d'athlétisme, remportant le championnat de lancer du javelot de l'Atlantic Coast Conference en 1963. En football, il joue comme fullback et effectue 278 courses pour 1 034 yards et quinze touchdowns. Curtis est nommé dans l'équipe de la saison en ACC en 1962 et 1964, la troisième équipe All-American en 1964 et décroche le titre de MVP de Duke cette même année.

#### Professionnel
Mike Curtis est sélectionné au premier tour de la draft 1965 de la NFL par les Colts de Baltimore au quatorzième choix ainsi que par les Chiefs de Kansas City à la draft de l'AFL au troisième tour sur la vingt-et-unième sélection. Le nouveau venu est changé de poste pour prendre celui de linebacker et devient titulaire chez les Colts en 1968 lors d'une saison où il décroche sa première sélection au Pro Bowl et dans l'équipe All-Pro. Curtis se fait alors reconnaître par son style de jeu rude et très intense et reçoit le surnom de Mad Dog.
Au Super Bowl V contre les Cowboys de Dallas, le linebacker intercepte une passe de Craig Morton pour Dan Reeves et la retourne sur treize yards. Trois tentatives plus tard, Jim O'Brien marque le field goal de la victoire pour Baltimore, permettant à la franchise des Colts de décrocher son premier trophée. Le joueur confirme sa réputation de personnage hargneux quand il envoie volontairement au sol un supporter ayant pénétré sur la pelouse du Memorial Stadium, contre les Dolphins de Miami le 11 décembre 1971, et cherchant à voler le ballon de la rencontre.
Laissé libre par les Colts après la saison 1975, il est sélectionné par les Seahawks de Seattle à la draft d’extension de la NFL 1976 et figure dans le tout premier groupe de Seattle, devenant le premier capitaine défensif de la franchise. Il dispute les quatorze matchs de la saison régulière comme titulaire au poste de linebacker droit, tranchant avec son rôle plus central chez les Colts, et permet la première victoire de l'histoire de Seattle en bloquant un field goal de Dave Green contre les Buccaneers de Tampa Bay.
Mike Curtis s'engage comme agent libre chez les Redskins de Washington en 1977 pour se rapprocher de sa famille,. Après une première année comme titulaire, commençant onze matchs à la place de Chris Hanburger blessé, il est envoyé sur le banc en 1978 et dispute treize rencontres dont deux comme titulaire seulement. Alors qu'il espère prendre sa retraite après la saison 1979, il est coupé en août 1979 dans une période où Washington veut jouer avec de nombreux jeunes joueurs.